# Svinglar
Svinglar (Festuca) är ett släkte av gräs. Svinglar ingår i familjen gräs.
Namnet kommer från tyskans Schwingel och är en sidoform av ordet schwindel och har uppkommit genom att gräsets frön vid förtäring kan framkalla en svindelkänsla.
Släktet rymmer omkring 300 arter, som är utbredda över hela världen. Alla är fleråriga. Variationen inom släktet är stort och det finns både höga och låga växter av varierande utseende. Det mest förekommande typen är rödsvingel.
Inom grässläktet Vulpia finns 12 gräsarter som också kallas svinglar, bland annat Ekorrsvingel.
I Sverige är det ett av de vanligaste odlade fodergräsen.

## Bildgalleri

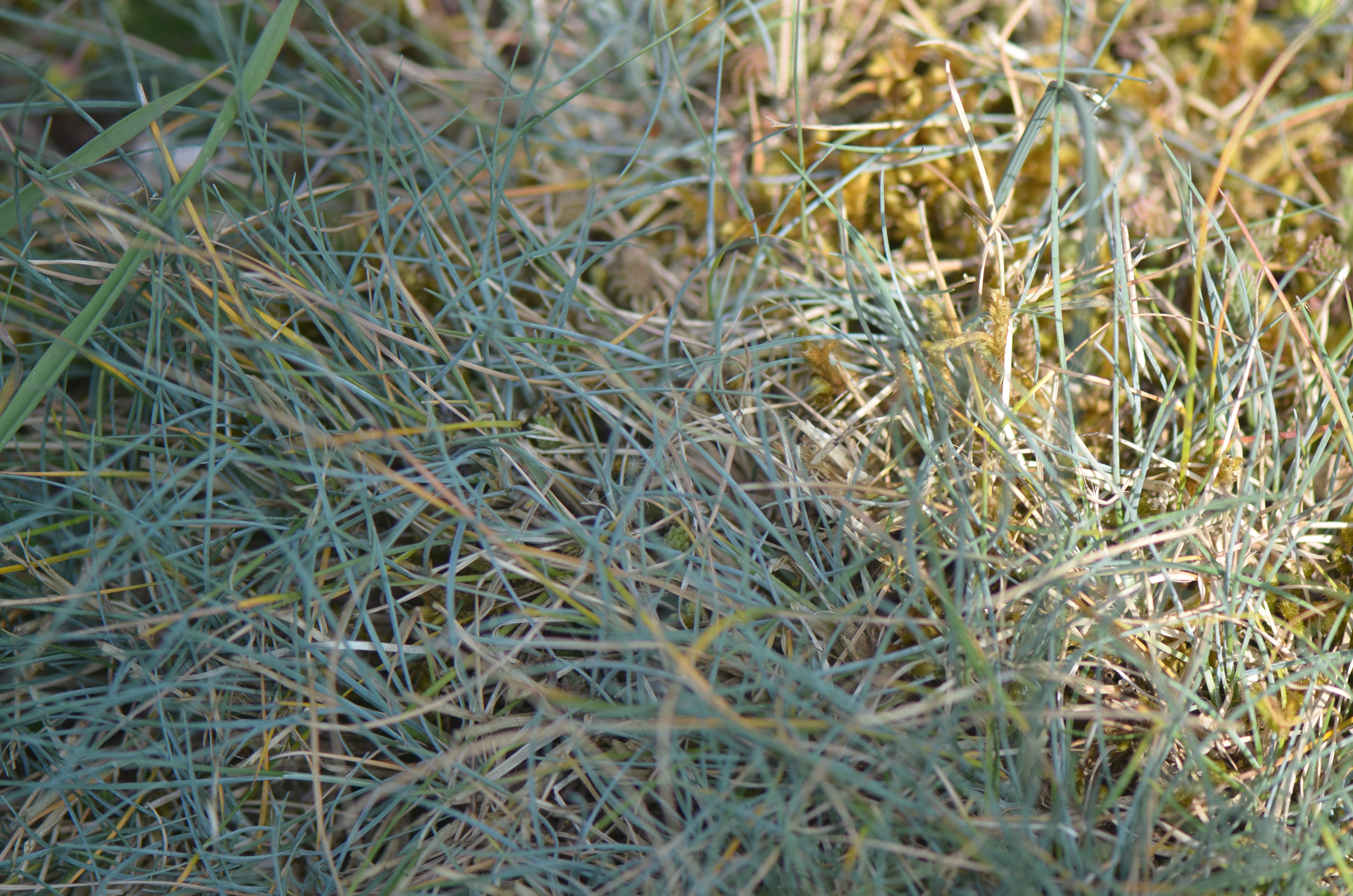
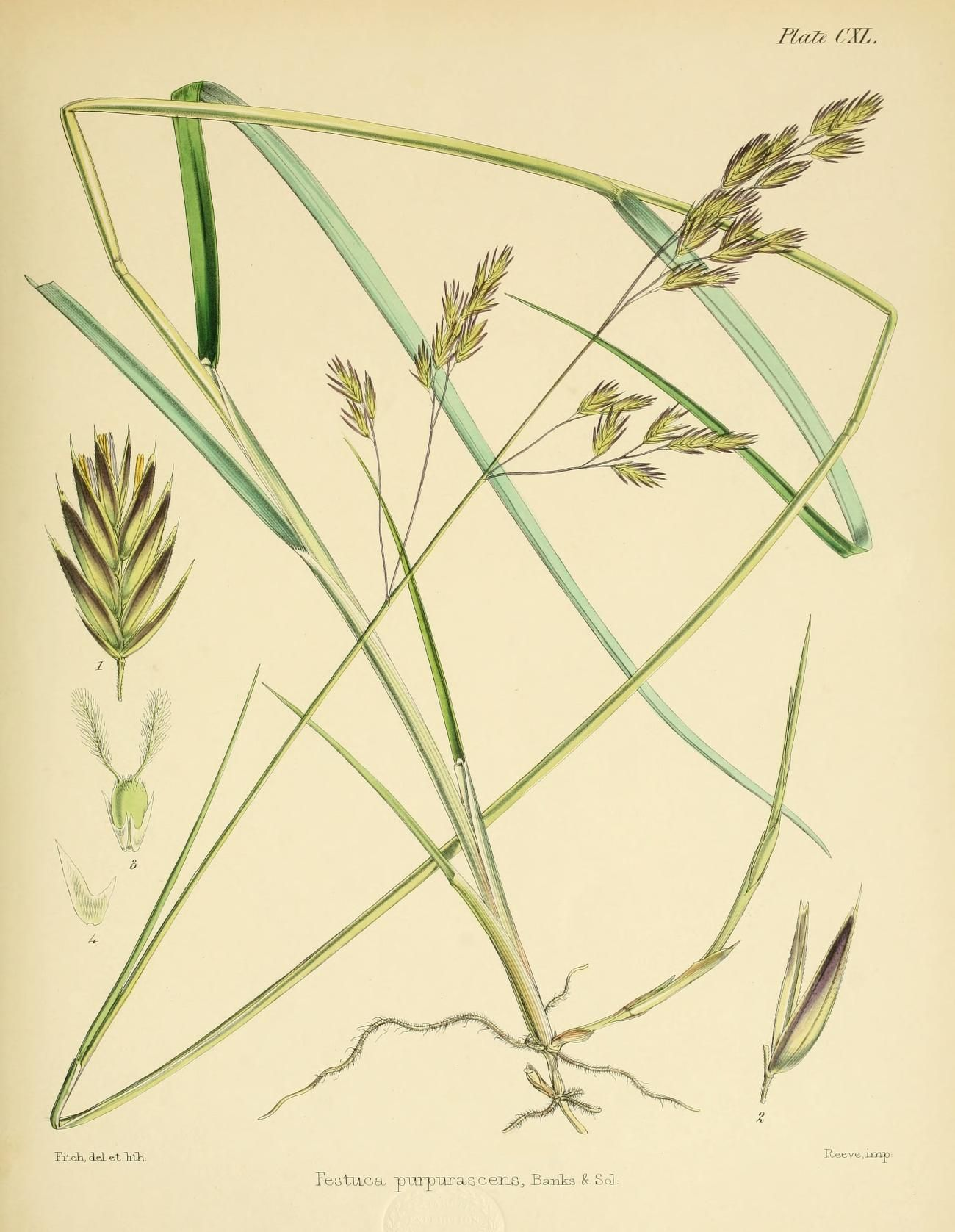
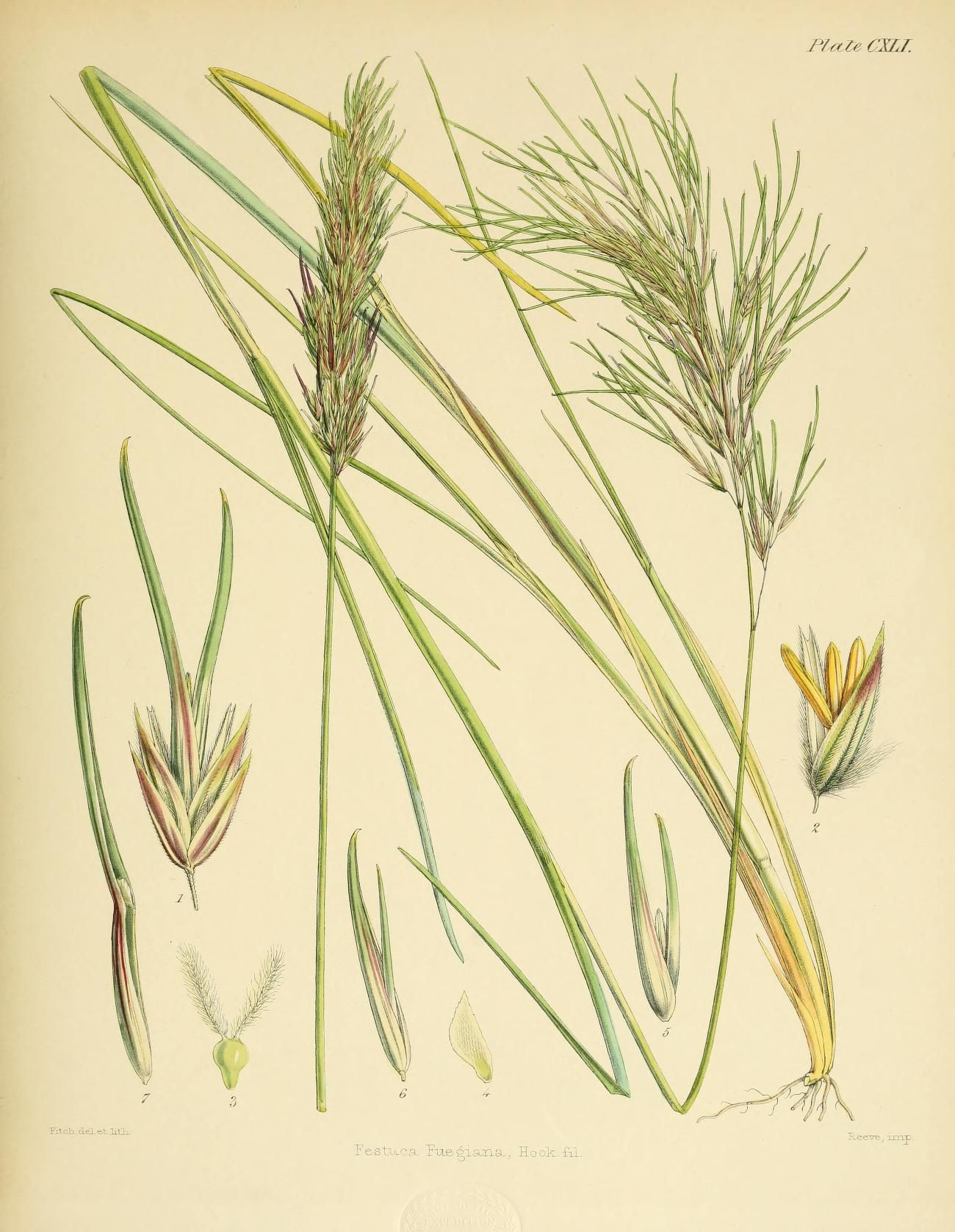
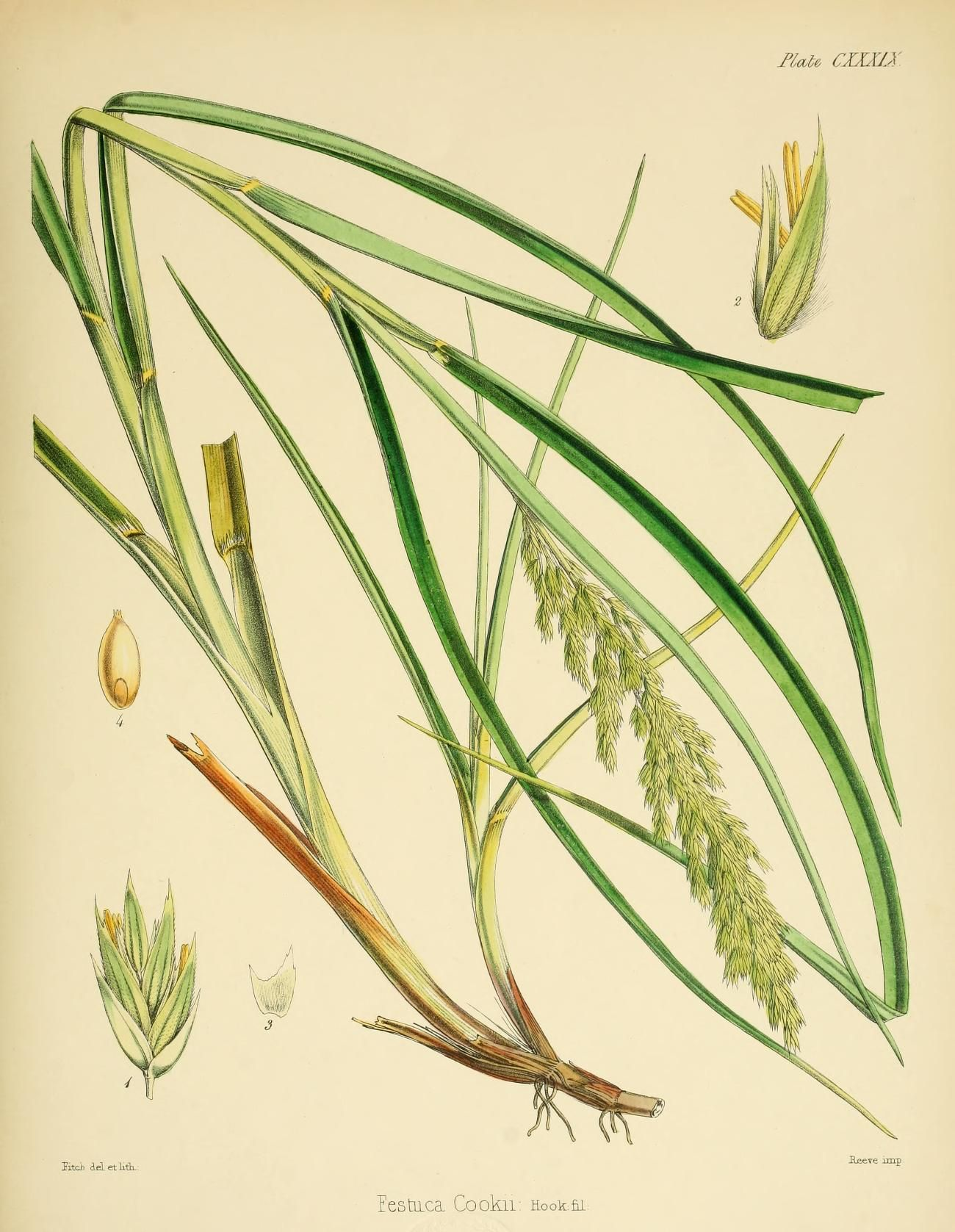
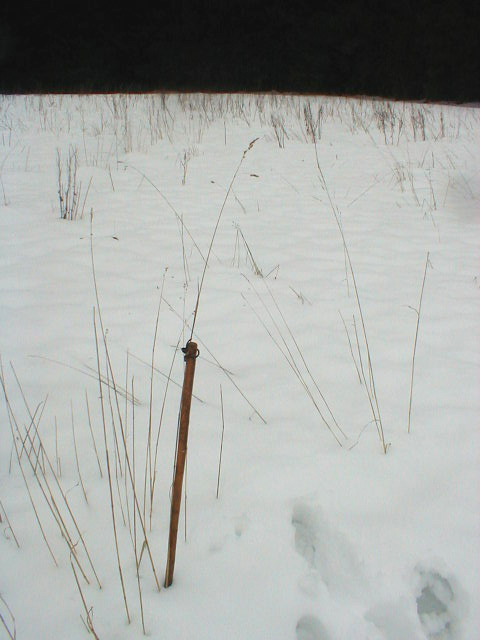
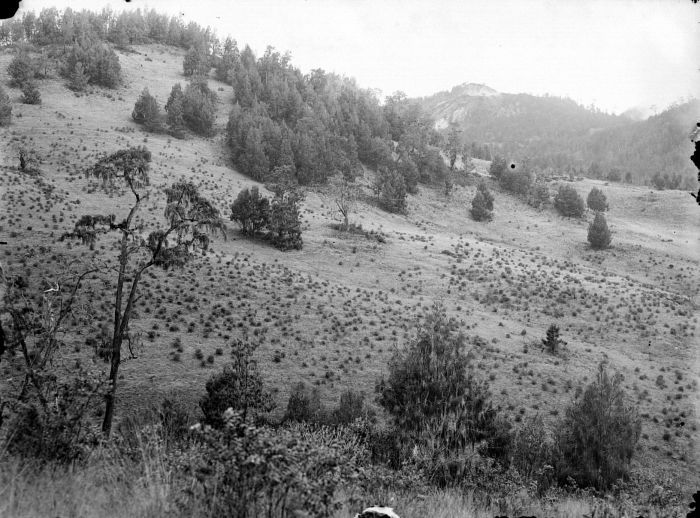

## Dottertaxa till Svinglar, i alfabetisk ordning[2]
- Festuca abyssinica
- Festuca acamptophylla
- Festuca acanthophylla
- Festuca achtarovii
- Festuca actae
- Festuca acuminata
- Festuca adamovicii
- Festuca adanensis
- Festuca afghanica
- Festuca africana
- Festuca aguana
- Festuca agustini
- Festuca airoides
- Festuca akhanii
- Festuca alaica
- Festuca alatavica
- Festuca alexeenkoi
- Festuca alfrediana
- Festuca algeriensis
- Festuca aloha
- Festuca alpestris
- Festuca alpina
- Festuca altaica
- Festuca altissima
- Festuca altopyrenaica
- Festuca amblyodes
- Festuca amethystina
- Festuca ampla
- Festuca amplissima
- Festuca amurensis
- Festuca anatolica
- Festuca ancachsana
- Festuca andicola
- Festuca apuanica
- Festuca archeri
- Festuca arenicola
- Festuca argentina
- Festuca argentinensis
- Festuca arizonica
- Festuca armoricana
- Festuca artvinensis
- Festuca arundinacea
- Festuca arvernensis
- Festuca aschersoniana
- Festuca asperella
- Festuca asperula
- Festuca asplundii
- Festuca asthenica
- Festuca atlantica
- Festuca auquieri
- Festuca auriculata
- Festuca austrouralensis
- Festuca azgarica
- Festuca azucarica
- Festuca baffinensis
- Festuca bajacaliforniana
- Festuca balcanica
- Festuca bargusinensis
- Festuca bartherei
- Festuca beamanii
- Festuca beckeri
- Festuca belensis
- Festuca benthamiana
- Festuca bhutanica
- Festuca bidenticulata
- Festuca biformis
- Festuca billyi
- Festuca boissieri
- Festuca boliviana
- Festuca borderei
- Festuca boriana
- Festuca borissii
- Festuca bosniaca
- Festuca boyacensis
- Festuca brachyphylla
- Festuca breistrofferi
- Festuca breviaristata
- Festuca breviglumis
- Festuca brevipaleata
- Festuca brevissima
- Festuca brigantina
- Festuca brunnescens
- Festuca bucegiensis
- Festuca burgundiana
- Festuca burmanica
- Festuca burnatii
- Festuca bushiana
- Festuca caerulescens
- Festuca cajamarcae
- Festuca calabrica
- Festuca calcarea
- Festuca calcigena
- Festuca caldasii
- Festuca californica
- Festuca callieri
- Festuca callosa
- Festuca calva
- Festuca camerunensis
- Festuca campestris
- Festuca camusiana
- Festuca capillata
- Festuca capillifolia
- Festuca cappadocica
- Festuca caprina
- Festuca carazana
- Festuca carchiense
- Festuca carchiensis
- Festuca carnuntina
- Festuca carpathica
- Festuca carrascana
- Festuca cartagana
- Festuca casapaltensis
- Festuca castilloniana
- Festuca cataonica
- Festuca caucasica
- Festuca chalcophaea
- Festuca changduensis
- Festuca chasii
- Festuca chayuensis
- Festuca chelungkingnica
- Festuca chimborazensis
- Festuca chiriquensis
- Festuca chita
- Festuca chitagana
- Festuca chodatiana
- Festuca christianii-bernardii
- Festuca chrysophylla
- Festuca chumbiensis
- Festuca chuquisacae
- Festuca cinerea
- Festuca circinata
- Festuca circummediterranea
- Festuca cirrosa
- Festuca claytonii
- Festuca cleefiana
- Festuca clementei
- Festuca coahuilana
- Festuca cochabambana
- Festuca cocuyana
- Festuca coelestis
- Festuca colombiana
- Festuca compressifolia
- Festuca contracta
- Festuca copei
- Festuca cordubensis
- Festuca coromotensis
- Festuca costata
- Festuca costei
- Festuca coxii
- Festuca cratericola
- Festuca cretacea
- Festuca crispatopilosa
- Festuca cryptantha
- Festuca csikhegyensis
- Festuca cumminsii
- Festuca cundinamarcae
- Festuca curvula
- Festuca cuzcoensis
- Festuca cyllenica
- Festuca cyrnea
- Festuca czarnohorensis
- Festuca dahurica
- Festuca dalmatica
- Festuca dasyantha
- Festuca dasyclada
- Festuca debilis
- Festuca declina
- Festuca decolorata
- Festuca deflexa
- Festuca degenii
- Festuca densiflora
- Festuca densipaniculata
- Festuca dentiflora
- Festuca deserti
- Festuca deserticola
- Festuca dichoclada
- Festuca diclina
- Festuca diffusa
- Festuca dimorpha
- Festuca dinirica
- Festuca dissitiflora
- Festuca distichovaginata
- Festuca divergens
- Festuca djimilensis
- Festuca dmitrievae
- Festuca dolichantha
- Festuca dolichophylla
- Festuca donax
- Festuca dracomontana
- Festuca drymeja
- Festuca duernsteinensis
- Festuca durandii
- Festuca durandoi
- Festuca durata
- Festuca duriotagana
- Festuca durissima
- Festuca duvalii
- Festuca earlei
- Festuca edlundiae
- Festuca eggleri
- Festuca elata
- Festuca elbrusica
- Festuca elegans
- Festuca elgonensis
- Festuca elmeri
- Festuca elwendiana
- Festuca elviae
- Festuca engleri
- Festuca eriobasis
- Festuca eriostoma
- Festuca eskia
- Festuca eugenii
- Festuca exaristata
- Festuca extremiorientalis
- Festuca fabrei
- Festuca fascinata
- Festuca fiebrigii
- Festuca filiformis
- Festuca fimbriata
- Festuca firma
- Festuca flacca
- Festuca flavescens
- Festuca fleischeri
- Festuca flischeri
- Festuca fontqueri
- Festuca formosana
- Festuca forrestii
- Festuca fragilis
- Festuca francoi
- Festuca frederikseniae
- Festuca frigida
- Festuca galicicae
- Festuca gamisansii
- Festuca gautieri
- Festuca georgii
- Festuca gigantea
- Festuca gilbertiana
- Festuca glabrata
- Festuca glacialis
- Festuca glauca
- Festuca glaucispicula
- Festuca glumosa
- Festuca glyceriantha
- Festuca goloskokovii
- Festuca gonzalez-ledesmae
- Festuca gracilior
- Festuca gracillima
- Festuca graeca
- Festuca grandiaristata
- Festuca graniticola
- Festuca gredensis
- Festuca griffithiana
- Festuca guaramacalana
- Festuca guestfalica
- Festuca hackelii
- Festuca halleri
- Festuca hallii
- Festuca hartmannii
- Festuca hatico
- Festuca haussknechtii
- Festuca hawaiiensis
- Festuca hedbergii
- Festuca hedgei
- Festuca henriquesii
- Festuca hephaestophila
- Festuca hercegovinica
- Festuca hercynica
- Festuca herrerae
- Festuca heteropachys
- Festuca heterophylla
- Festuca hieronymi
- Festuca hintoniana
- Festuca hirtovaginata
- Festuca holubii
- Festuca hondae
- Festuca horridula
- Festuca horvatiana
- Festuca huamachucensis
- Festuca hubsugulica
- Festuca humbertii
- Festuca humilior
- Festuca huonii
- Festuca hyperborea
- Festuca hypsophila
- Festuca hystrix
- Festuca iberica
- Festuca idahoensis
- Festuca igoschiniae
- Festuca ilgazensis
- Festuca illyrica
- Festuca imbaburensis
- Festuca imperatrix
- Festuca inarticulata
- Festuca indigesta
- Festuca inguschetica
- Festuca inops
- Festuca intercedens
- Festuca iranica
- Festuca irtyshensis
- Festuca jacutica
- Festuca jaliscana
- Festuca jansenii
- Festuca japonica
- Festuca javorkae
- Festuca jeanpertii
- Festuca jierru
- Festuca jubata
- Festuca junatovii
- Festuca juncifolia
- Festuca kamtschatica
- Festuca kansuensis
- Festuca karavaevii
- Festuca karsiana
- Festuca kashmiriana
- Festuca kemerovensis
- Festuca kerguelensis
- Festuca killickii
- Festuca kingii
- Festuca kolesnikovii
- Festuca kolymensis
- Festuca komarovii
- Festuca korabensis
- Festuca koritnicensis
- Festuca krivotulenkoae
- Festuca kryloviana
- Festuca kuprijanovii
- Festuca kurtschumica
- Festuca kurtziana
- Festuca ladyginii
- Festuca laegaardii
- Festuca laevigata
- Festuca lahonderei
- Festuca lanatifolia
- Festuca lanifera
- Festuca lapidosa
- Festuca lasiorrhachis
- Festuca laxa
- Festuca laxifolia
- Festuca lazistanica
- Festuca lemanii
- Festuca lenensis
- Festuca leptopogon
- Festuca levingei
- Festuca liangshanica
- Festuca ligulata
- Festuca lilloi
- Festuca litvinovii
- Festuca livida
- Festuca liviensis
- Festuca longiauriculata
- Festuca longifolia
- Festuca longigluma
- Festuca longiglumis
- Festuca longiligula
- Festuca longipanicula
- Festuca longipes
- Festuca longivaginata
- Festuca loricata
- Festuca luciarum
- Festuca lucida
- Festuca lugens
- Festuca macedonica
- Festuca macra
- Festuca macrophylla
- Festuca madida
- Festuca magellanica
- Festuca magensiana
- Festuca magniflora
- Festuca mairei
- Festuca makutrensis
- Festuca maleschevica
- Festuca marcopetrii
- Festuca marginata
- Festuca markgrafiae
- Festuca maroccana
- Festuca mathewsii
- Festuca mazzettiana
- Festuca mekiste
- Festuca michaelis
- Festuca minutiflora
- Festuca miscella
- Festuca modesta
- Festuca molokaiensis
- Festuca monguensis
- Festuca monticola
- Festuca morenensis
- Festuca morisiana
- Festuca moyana
- Festuca muelleri
- Festuca multinodis
- Festuca nandadevica
- Festuca napocae
- Festuca nardifolia
- Festuca nemoralis
- Festuca nepalica
- Festuca nereidaensis
- Festuca nevadensis
- Festuca nigrescens
- Festuca nigriflora
- Festuca niphobia
- Festuca nitida
- Festuca nitidula
- Festuca norica
- Festuca novae-zealandiae
- Festuca nubigena
- Festuca obturbans
- Festuca occidentalis
- Festuca occitanica
- Festuca ochroleuca
- Festuca oelandica
- Festuca oenensis
- Festuca olchonensis
- Festuca olgae
- Festuca olympica
- Festuca ophioliticola
- Festuca oreophila
- Festuca orizabensis
- Festuca oroana
- Festuca orthophylla
- Festuca osswaldii
- Festuca ovina
- Festuca oviniformis
- Festuca pachyphylla
- Festuca pallens
- Festuca pallescens
- Festuca pallidula
- Festuca pamirica
- Festuca pampeana
- Festuca panciciana
- Festuca panda
- Festuca paniculata
- Festuca paphlagonica
- Festuca papuana
- Festuca paradoxa
- Festuca parciflora
- Festuca parodiana
- Festuca parodii
- Festuca parvigluma
- Festuca parvipaleata
- Festuca parvipaniculata
- Festuca patzkei
- Festuca penzesii
- Festuca peristerea
- Festuca perrieri
- Festuca peruviana
- Festuca petersonii
- Festuca petraea
- Festuca picoeuropeana
- Festuca picturata
- Festuca pilar-franceii
- Festuca pilgeri
- Festuca pilosella
- Festuca pindica
- Festuca pinifolia
- Festuca pirinica
- Festuca plebeia
- Festuca plicata
- Festuca pocutica
- Festuca pohleana
- Festuca polita
- Festuca poluninii
- Festuca polycolea
- Festuca pontica
- Festuca popovii
- Festuca porcii
- Festuca porcutica
- Festuca potaninii
- Festuca potosiana
- Festuca pratensis
- Festuca presliana
- Festuca primae
- Festuca pringlei
- Festuca probatoviae
- Festuca procera
- Festuca prolifera
- Festuca prudhommei
- Festuca psammophila
- Festuca pseudeskia
- Festuca pseudodalmatica
- Festuca pseudodura
- Festuca pseudoeskia
- Festuca pseudofallax
- Festuca pseudosclerophylla
- Festuca pseudosulcata
- Festuca pseudosupina
- Festuca pseudotrichophylla
- Festuca pseudovaginata
- Festuca pseudovaria
- Festuca pseudovina
- Festuca pubigluma
- Festuca pubiglumis
- Festuca puccinellii
- Festuca pulchella
- Festuca punctoria
- Festuca purpurascens
- Festuca pyrenaica
- Festuca pyrogea
- Festuca quadridentata
- Festuca quadriflora
- Festuca queriana
- Festuca rechingeri
- Festuca reclinata
- Festuca renvoizei
- Festuca reptans
- Festuca reverchonii
- Festuca richardii
- Festuca richardsonii
- Festuca rifana
- Festuca rigescens
- Festuca rigidifolia
- Festuca rigidiuscula
- Festuca rigoi
- Festuca riloensis
- Festuca rivas-martinezii
- Festuca rivularis
- Festuca roblensis
- Festuca robustifolia
- Festuca roemeri
- Festuca roigii
- Festuca rosei
- Festuca rothmaleri
- Festuca rubra
- Festuca rupicaprina
- Festuca rupicola
- Festuca rzedowskiana
- Festuca sabalanica
- Festuca sanctae-martae
- Festuca sanctae-marthae
- Festuca sanjappae
- Festuca sardoa
- Festuca saurica
- Festuca savulescui
- Festuca saxicola
- Festuca saximontana
- Festuca scabra
- Festuca scabriculmis
- Festuca scabriflora
- Festuca scabrifolia
- Festuca scabriuscula
- Festuca scariosa
- Festuca schischkinii
- Festuca schisticola
- Festuca schlickumii
- Festuca sclerophylla
- Festuca serana
- Festuca setifolia
- Festuca sibirica
- Festuca sikkimensis
- Festuca simensis
- Festuca simlensis
- Festuca simpliciuscula
- Festuca sinensis
- Festuca sinomutica
- Festuca sipylea
- Festuca sjuzevii
- Festuca skrjabinii
- Festuca skvortsovii
- Festuca sodiroana
- Festuca sommieri
- Festuca soratana
- Festuca sororia
- Festuca soukupii
- Festuca spectabilis
- Festuca spiralifibrosa
- Festuca staroplaninica
- Festuca stebeckii
- Festuca steinbachii
- Festuca stenantha
- Festuca stricta
- Festuca stuckertii
- Festuca subalpina
- Festuca subnutans
- Festuca subulata
- Festuca subuliflora
- Festuca subulifolia
- Festuca subverticillata
- Festuca sudanensis
- Festuca sumapana
- Festuca sumatrana
- Festuca summilusitana
- Festuca superba
- Festuca swallenii
- Festuca takasagoensis
- Festuca takedana
- Festuca talamancensis
- Festuca tancitaroensis
- Festuca tarmensis
- Festuca tatrae
- Festuca taurica
- Festuca tectoria
- Festuca tenuiculmis
- Festuca teyberi
- Festuca thermarum
- Festuca thracica
- Festuca thurberi
- Festuca tibestica
- Festuca tibetica
- Festuca ticinensis
- Festuca toca
- Festuca tolucensis
- Festuca tovarensis
- Festuca trabutii
- Festuca trachyphylla
- Festuca transcaucasica
- Festuca trichophylla
- Festuca trichovagina
- Festuca triflora
- Festuca trigenea
- Festuca triplicifolia
- Festuca tristis
- Festuca trollii
- Festuca tschatkalica
- Festuca tschujensis
- Festuca tucumanica
- Festuca tunicata
- Festuca turimiquirensis
- Festuca tzveleviana
- Festuca tzvelevii
- Festuca ulochaeta
- Festuca ultramafica
- Festuca undata
- Festuca uninodis
- Festuca uralensis
- Festuca urubambana
- Festuca ustulata
- Festuca vaginalis
- Festuca vaginata
- Festuca wagneri
- Festuca valdesii
- Festuca valentina
- Festuca valesiaca
- Festuca valida
- Festuca wallichiana
- Festuca vandovii
- Festuca varia
- Festuca vasconcensis
- Festuca washingtonica
- Festuca weberbaueri
- Festuca venezuelana
- Festuca ventanicola
- Festuca venusta
- Festuca werdermannii
- Festuca versuta
- Festuca vettonica
- Festuca wettsteinii
- Festuca vierhapperi
- Festuca vihorlatica
- Festuca willdenowiana
- Festuca villipalea
- Festuca vindobonensis
- Festuca violacea
- Festuca wippraensis
- Festuca viridula
- Festuca vivipara
- Festuca viviparoidea
- Festuca vizzavonae
- Festuca wolgensis
- Festuca woodii
- Festuca vulpioides
- Festuca xanthina
- Festuca xenophontis
- Festuca yalaensis
- Festuca yemenensis
- Festuca yulungschanica
- Festuca yunnanensis
- Festuca ziganensis
- Festuca zobelii